# Åmåls kommun
Åmål er en kommune ved søen Vänern i Västra Götalands län i Sverige.
Filmen Fucking Åmål udspiller sig i kommunen (den blev egentlig filmet i Trollhättan) og viser det relativt kedelige liv for en flok unge i en "normal" svensk kommune.
59°03′N 12°42′Ø / 59.050°N 12.700°Ø.
- Wikimedia Commons har flere filer relateret til Åmåls kommun